# سفارة روسيا في الهند
سفارة روسيا في الهند هي أرفع تمثيل دبلوماسي لدولة روسيا لدى الهند. تقع السفارة في نيودلهي وهي تهدف لتعزيز المصالح الروسية في الهند.

## وصلات خارجية
- الموقع الرسمي
- قائمة سفارات روسيا
- قائمة السفارات في الهند